# Wadim Łalijew
Wadim Kazbiekowicz Łalijew (ros. Вадим Казбекович Лалиев, ur. 15 grudnia 1980) – rosyjski, a od 2006 roku ormiański zapaśnik walczący w stylu wolnym. Zajął piąte miejsce na mistrzostwach świata w 2006. Brązowy medalista mistrzostw Europy w 2003 i 2006; piąty w 2008. Mistrzyni świata juniorów w 1999. Trzeci na mistrzostwach Rosji w 2000 roku.
Jest bratem zapaśnika Giennadija Łalijewa, srebrnego medalisty z Aten 2004.